# 靴の製法
靴の製法（くつのせいほう）では、主な靴の製法を記述する。

## グッドイヤー・ウェルト製法
ハンドソーン・ウェルテッドと呼ばれる手縫いの製法を元に、米国のチャールズ・グッドイヤー2世（ゴム底の加硫（バルカナイゼーション）を発明したチャールズ・グッドイヤーの息子）がそれを機械化し1879年に特許を取得した方法。名称は発明者から。
紳士靴の基本的な製法である。中底に貼り付けられたテープのリブと呼ばれる部分に甲革、裏革と細革と呼ばれる細い帯状の革（ウェルト）を縫い付け（掬い縫い）、その細革とソールと縫合する（出し縫い）。ソールと甲革が直接縫い付けられていないため（複式縫い）、ソールが磨り減った場合はオールソールと呼ばれる、靴底全体を新たなものに付け替える修理が可能である。ただし、構造的に堅牢であるため比較的重く、硬い仕上がりになる。工程も複雑なために他の製法による靴に比べ、販売価格が高めに設定されることがある。主にビジネスシューズやワークブーツになど用いられる。歩行性・緩衝性に優れ、また長時間着用を続けるため通気性も優れたものが多い。
長所
縫い目のある製法としては、水が浸入しにくい。
内蔵されたコルクが緩衝材となるため、長時間の歩行に適している。
長期間使用していると、上記のコルクが沈み込み、使用者の足の形に変形するため、独特のフィット感がある。
構造上、比較的に堅牢な造りのものが多い。
靴底と甲革が厚手の物が多いため、型崩れしにくい。
短所
製造コストが高い。
比較的に重い物が多い。

## マッケイ製法
甲革とソールをマッケイミシンで直接縫い付ける。グッドイヤー・ウェルト製法に比べ構造が単純で、やわらかく仕上がる。また、グッドイヤー・ウェルト製法に対して軽量化が可能で、廉価化が可能である。主にビジネスシューズなどに用いられる。
1858年にアメリカのライアン・ブレイクが製法の機械化を考案し、アメリカのゴードン・マッケイが特許を取得し機械を製品化した。ヨーロッパではブレイク製法、日本とアメリカではマッケイ製法と呼ばれる。
長所
グッドイヤーウェルテッド製法より製造コストが安い。
比較的軽く作れる。
構造上、薄く柔らかい革を使用できるため、全体的に柔らかく仕上げることが出来る。
靴底を薄く作れるため、返りが良い物が多い。
通気性はよい。
短所
中物がない分、クッション性に乏しい。
靴底に縫い目があるので、水が浸入しやすい。ただし、縫い目を接着剤で塞いで、それを防いだものもある。
全体的に薄い造りのものが多いため、堅牢性に乏しく、型崩れしやすいものもある。
長時間の歩行は疲れやすいといわれている。

## サイドステッチ製法
甲革とソールを直接縫い付けるが、カップソールと呼ばれる縁がせり上がったソールを甲革にはめ込み、外周を縫合する。縫い目が地面に直接触れないので、地表に水分が有っても靴の内側まで水がしみこむことは無いが、縫い目まで濡れる場合は足が濡れてしまう。テニスシューズなど、スポーツシューズ（特定の用途に特化した靴。スパイクシューズなども含む。）にこの製法が多い。かかとが無い平底になるため、シャンクは入れない。

## ステッチダウン製法
甲革の縁部分を内側に巻き込まず、外側に広げ、中底・ソールに縫い付ける製法。靴の内側に縫い目が存在しないため、しばしば雨靴などにこの製法が採用される。ただし、外見上は外側に広がった甲革が美観を損ねるので、高級靴にはこの製法は採用されない。カジュアルな靴に多い製法。
イギリスのクラークスが室内用スリッパの製法を応用して1850年代に考案したと言われる。

## バルカナイズ製法
ダイレクト・バルカナイズ製法ともいう。チャールズ・グッドイヤー（グッドイヤー製法を発明したチャールズ・グッドイヤー2世の父親）が1839年に発明した、ゴムに硫黄を添加して熱すると硬化するという、ゴムの加硫法（バルカナイゼーション）を用いる製法。無加硫ゴムのソールにアッパーを据え付けたシューズを加硫釜に入れて加圧・加熱することで、ソールのゴムを硬化させ、ソールを成形すると同時にアッパーと接着する。1830年代には既にイギリスのLiverpool Rubber Company社（現ダンロップ・ラバー）がキャンバス地のアッパーにゴムのソールが付いた「Plimsoll」型のシューズ（現代で言うスリッポン型のスニーカーの一種）を販売しており、実はかなり歴史がある製法。
スニーカーの基本的な製法であるが、紳士靴にも使われることがある。アッパーとソールをセメントで接着するセメント製法に比べ、アッパーとソールをダイレクトに接着するためソールがはがれる心配が無く、耐久性・耐水性が極めて高く、経年劣化も少ない。しかし製造費が高い。

## セメント製法
セメンテッド製法やセメント式などとも呼ばれる。甲革とソールを縫い付けず、接着剤で圧着する製法である。原型となる製法は1850年代に発明され1920年代後半には機械による底付け装置も開発されたが、普及したのは第二次世界大戦後であり、接着剤の飛躍的な進化と靴の世界的な需要の増加の時期と重なる。
ミシン工程が存在しないので、靴底から水分が浸入する可能性は無く、雨靴にも採用される。大量生産に最も適しており、紳士靴・婦人靴・ビジネスシューズ・スニーカーなど靴の種類を問わず、全ての靴の製法の中では最安価な製法である。また、最近ではソールに通気口を設けてさらに通気性を高めたものもある。
長所
製造コストが安い。
縫い目がある製法より水が浸入しにくい。
短所
通気穴を設けたものを除き、縫い目がある構造より蒸れやすい。
一部を除き、底の修理が困難な場合、高額な場合が多く、実質的に使い捨ての物が多い。

## ドーム製法
ドーム製法（Dome manufacturing method）は、2013年に日本の高山雅晴氏が製法特許第5303078号を取得し確立した靴の第七の製法。ドーム製法では中底とアッパー（革部分）の吊り込みしろを省くことで、超軽量、超柔軟な履き心地を実現することができるようなった。
長所
アッパーに使われる革材が少なくて済み、同時に生産時に出るゴミが少なくて済む。
超軽量、超柔軟に仕上る。
ステッチダウン製法より内側に入り込んだスマートなデザインが実現できる。
厚底の靴に屈曲性を与えるのに最適である。
短所
接着面が狭いため、ハードユーズな環境には不向き

## ハードワーカー式製法
ハードワーカー式製法は、ハードワーカー株式会社（兵庫県神戸市）代表取締役の吉田努が発明した、靴の甲（アッパー）と靴底（ソール）とをネジで締め付けて靴を完成させる新しい方法である。ネジでソールを結合してるため、ユーザー自らの手で、ソールはそのままアッパーだけ取り替えて短靴にもブーツにもでき、ファッション性を向上させられる特徴がある。また分解が容易なため靴内部の掃除もしやすく修理も容易である。
特許権が存続中のため、この製法を用いるには特許権者であるハードワーカー株式会社とのライセンスが必要であるが、ハンドメイド靴への普及を目指し同社では講習会を開校している。